# ریزماشین‌کاری حجمی
ریزماشین‌کاری حجمی (به انگلیسی: Bulk micromachining) یکی از فرایندهای ساخت ریزساختارها و میکروالکترومکانیکال سیستم ها (MEMS) است. برخلاف ریزماشین‌کاری سطحی که شامل قرار دادن فیلم نازک بروی زیر لایه و اچینگ انتخابی در سطح است ، در میکروماشین سازی حجمی فرایند اچینگ به طور حجمی و سه بعدی درون ساختار اتفاق می افتند. در ریزماشین کاری سطحی ساختارهایی در سطح شکل می گیرد اما در ریزماشین کاری حجمی ساختارها در حجم شکل می گیرد.
ویفر سیلیکون متداول‌ترین زیرلایه مورد استفاده در این روش می‌باشد چرا که با استفاده از روش اچینگ غیرایزوتروپیک مرطوب، ساختارهای منظمی را می تواند شکل دهد .روش اچینگ مرطوب از حلال های مایع قلیایی مثل پتاسیم هیدروکسید(KOH) یا تترامتیل‌آمونیوم هیدروکسید برای از بین بردن سیلیکن ای که از مرحله فوتولیتوگرافی باقی مانده است استفاده می شود. این حلال ها سیلیکن را به صورت غیرایزوتروپیک کامل با جهت گیری های کریستالی 1000 بار سریع تر از سایر مواد حل می کنند.
این روش از این حقیقت بهره می برد که سیلیکن ساختار کریستالی دارد. بعضی از صفحه های شبکه کریستالی پیوندهای ضعیف تری دارند و در برابر اچینگ مقاومت کمتری دارند. 
ریزماشین‌کاری حجمی با زدایش گزینشی زیرلایه شروع می‌شود. افزاره‌های ساخته شده با روش حجمی، معمولاً با فرایند طولانی مدت زدایش ناهمسانگرد توسط حلال‌های زدایش سیلیکون مثل KOH و TMAH ایجاد می‌شوند؛ بنابراین شکل ساختار مکانیکی را محدود می‌کند و باعث شکل‌گیری ساختارهای حجیم می‌شود. این روش معمولاً ساده‌تر از روش ریزماشین‌کاری سطحی است، ولی دقت پایین‌تری از روش ریزماشین‌کاری سطحی دارد.